# Заград (Шкоцян)
Заград (словен. Zagrad) — поселення в общині Шкоцян, регіон Південно-Східна Словенія, Словенія.